# Eric Blake
Pour les articles homonymes, voir Blake.
Eric Blake, né le 16 février 1979 à Lebanon dans le Connecticut, est un coureur de fond américain spécialisé en course en montagne. Il a remporté deux médailles aux championnats NACAC de course en montagne 2009. Il est également double champion des États-Unis de course en montagne.

## Biographie
Eric fait ses débuts en compétition en cross-country où il obtient rapidement de bons succès. Il remporte le titre de champion cadet du Connecticut de cross-country en 1996. Il obtient son bachelor à l'université d'État du Connecticut central puis son master à l'université d'État Adams. Il devient ensuite entraîneur de cross-country à l'université d'État de Plattsburgh. En 2009, il devient entraîneur principal de cross-country à l'université d'État du Connecticut central.
Eric fait ses débuts en course en montagne en 2004. Il termine à la quatrième place de la course du Mont Washington, décrochant ainsi la médaille de bronze aux championnats des États-Unis de course en montagne.
Deux ans après sa première participation à la course du Mont Washington, Eric s'y impose en 2006. La course accueillant à nouveau les championnats des États-Unis de course en montagne, il remporte son premier titre. Une semaine après, il s'attaque au record du monde du marathon sur tapis roulant à Farmington. Il court en 2 h 21 min 40 s, battant de plus de deux minutes le précédent record détenu par Michael Wardian.
Le 28 juillet 2007, il termine quatrième au Canmore Challenge. Les Canadiens Ivan Babikov et Adrian Lambert ne faisant pas partie de l'équipe nationale canadienne, Eric remporte la médaille d'argent des championnats NACAC derrière le champion Nick Schuetze. Ensemble avec James Nielsen, ils remportent la médaille d'or au classement par équipes.
Le 21 juin 2008, il s'impose à nouveau à la course du Mont Washington au terme d'une lutte serrée avec Clint Wells. La course servant à nouveau de championnats nationaux, il remporte son second titre. Le 14 septembre, il termine à la 23e place du Trophée mondial de course en montagne à Crans-Montana. Avec Rickey Gates douzième, Joe Gray seizième et Simon Gutierrez 25e, l'équipe américaine décroche pour la première fois une médaille en terminant sur la troisième marche du podium du classement par équipes.
Le 28 juillet 2009, il prend part à la course de côte de Cranmore qui accueille à la fois les championnats NACAC et nationaux. Il se retrouve dans le groupe de poursuivants avec Rickey Gates et Matt Byrne. Il termine finalement sixième de la course et troisième des championnats NACAC, remportant à nouveau l'or par équipes.
Vainqueur de l'ascension de Pikes Peak en 2013, Eric s'élance comme l'un des favoris l'année suivante sur l'épreuve qui accueille le Challenge mondial de course en montagne longue distance. Alors que Sage Canaday parvient à doubler Andy Wacker pour remporter le titre, Eric termine quatrième. Avec ses deux coéquipiers, il remporte la médaille d'or au classement par équipes. Le 6 septembre, il remporte le titre de champion du monde Master de course en montagne dans la catégorie M35. Il est le seul homme à courir le parcours de la course de Schlickeralm en moins d'une heure.
Le 1er juillet 2017, il prend pour la première fois le départ du marathon de Zermatt. Prenant un départ prudent, il reste dans les pas du triple vainqueur Patrick Wieser. Il produit son effort dans la montée sur Sunegga et double ses adversaires. Il s'impose finalement avec six minutes d'avance sur le Kényan Isaac Kosgei.

## Palmarès

### Route
| Année | Compétition         | Lieu     | Place | Épreuve  | Temps           |
| ----- | ------------------- | -------- | ----- | -------- | --------------- |
| 2003  | Steamtown Marathon  | Scranton | 1er   | Marathon | 2 h 21 min 24 s |
| 2006  | Marathon de Tucson  | Tucson   | 1er   | Marathon | 2 h 26 min 45 s |
| 2007  | Marathon de Chicago | Chicago  | 10e   | Marathon | 2 h 26 min 55 s |
| 2014  | Cape Cod Marathon   | Falmouth | 1er   | Marathon | 2 h 30 min 54 s |

### Course en montagne
| no  | masculin           | Course                                                  | Longueur | Départ            | Temps           |
| --- | ------------------ | ------------------------------------------------------- | -------- | ----------------- | --------------- |
| 1re | Médaille d'or      | Championnats des États-Unis de course en montagne       | 12,23 km | 17 juin 2006      | 1 h 1 min 9 s   |
| 4e  | Médaille d'argent  | Championnats NACAC de course en montagne                | 12 km    | 28 juillet 2007   | 50 min 10 s     |
| 1re | Médaille d'or      | Championnats des États-Unis de course en montagne       | 12,23 km | 21 juin 2008      | 1 h 0 min 39 s  |
| 2e  | Médaille d'argent  | Course du Mont Washington                               | 12,23 km | 20 juin 2009      | 1 h 1 min 19 s  |
| 6e  | Médaille de bronze | Championnats NACAC de course en montagne                | 12 km    | 28 juin 2009      | 50 min 4 s      |
| 2e  | Médaille d'argent  | Course du Mont Washington                               | 12,23 km | 19 juin 2010      | 1 h 0 min 40 s  |
| 3e  | Médaille de bronze | Course du Mont Washington                               | 12,23 km | 16 juin 2012      | 1 h 0 min 54 s  |
| 1re | Médaille d'or      | Course du Mont Washington                               | 12,23 km | 15 juin 2013      | 59 min 57 s     |
| 1re | Médaille d'or      | Ascension de Pikes Peak                                 | 21,4 km  | 17 août 2013      | 2 h 13 min 45 s |
| 2e  | Médaille d'argent  | Course du Mont Washington                               | 12,23 km | 21 juin 2014      | 1 h 0 min 1 s   |
| 7e  | 6e                 | Championnats NACAC de course en montagne                | 13,8 km  | 20 juillet 2014   | 1 h 27 min 39 s |
| 4e  | 4e                 | Challenge mondial de course en montagne longue distance | 21,4 km  | 16 août 2014      | 2 h 12 min 16 s |
| 1re | Médaille d'or      | Championnats du monde masters de course en montagne     | 11,5 km  | 6 septembre 2014  | 59 min 31 s     |
| 2e  | Médaille d'argent  | Course du Mont Washington                               | 12,23 km | 18 juin 2016      | 59 min 49 s     |
| 3e  | Médaille de bronze | Ascension de Pikes Peak                                 | 21,4 km  | 20 août 2016      | 2 h 15 min 4 s  |
| 4e  | 4e                 | Marathon de la Jungfrau                                 | 42,2 km  | 10 septembre 2016 | 3 h 7 min 41 s  |
| 3e  | Médaille de bronze | Course du Mont Washington                               | 12,23 km | 17 juin 2017      | 1 h 1 min 33 s  |
| 1re | Médaille d'or      | Marathon de Zermatt                                     | 42,2 km  | 1er juillet 2017  | 3 h 3 min 36 s  |
| 2e  | Médaille d'argent  | Course du Mont Washington                               | 12,23 km | 16 juin 2018      | 1 h 1 min 53 s  |
| 1re | Médaille d'or      | Course du Mont Washington                               | 12,23 km | 15 juin 2019      | 1 h 2 min 52 s  |
| 2e  | Médaille d'argent  | Course du Mont Washington                               | 12,23 km | 20 juin 2021      | 1 h 3 min 53 s  |
| 3e  | Médaille de bronze | Course du Mont Washington                               | 6,1 km   | 18 juin 2022      | 29 min 12 s     |
| 2e  | Médaille d'argent  | Ascension du Mont Evans                                 | 23,3 km  | 26 juin 2022      | 1 h 53 min 26 s |
| 3e  | Médaille de bronze | Course du Mont Washington                               | 12,23 km | 15 juin 2024      | 1 h 5 min 26 s  |

## Records
| Épreuve       | Performance     | Date             | Lieu         |
| ------------- | --------------- | ---------------- | ------------ |
| 10 000 mètres | 31 min 2 s 09   | 28 avril 2005    | Philadelphie |
| 10 kilomètres | 31 min 21 s     | 27 mars 2010     | Richmond     |
| 10 miles      | 56 min 54 s     | 17 décembre      | Norfolk      |
| 20 kilomètres | 1 h 3 min 29 s  | 4 septembre 2006 | New Haven    |
| Semi-marathon | 1 h 7 min 49 s  | 18 janvier 2004  | Naples       |
| 25 kilomètres | 1 h 19 min 58 s | 13 mai 2006      | Grand Rapids |
| Marathon      | 2 h 22 min 44 s | 7 février 2004   | Birmingham   |